# Castelo de Greenwich

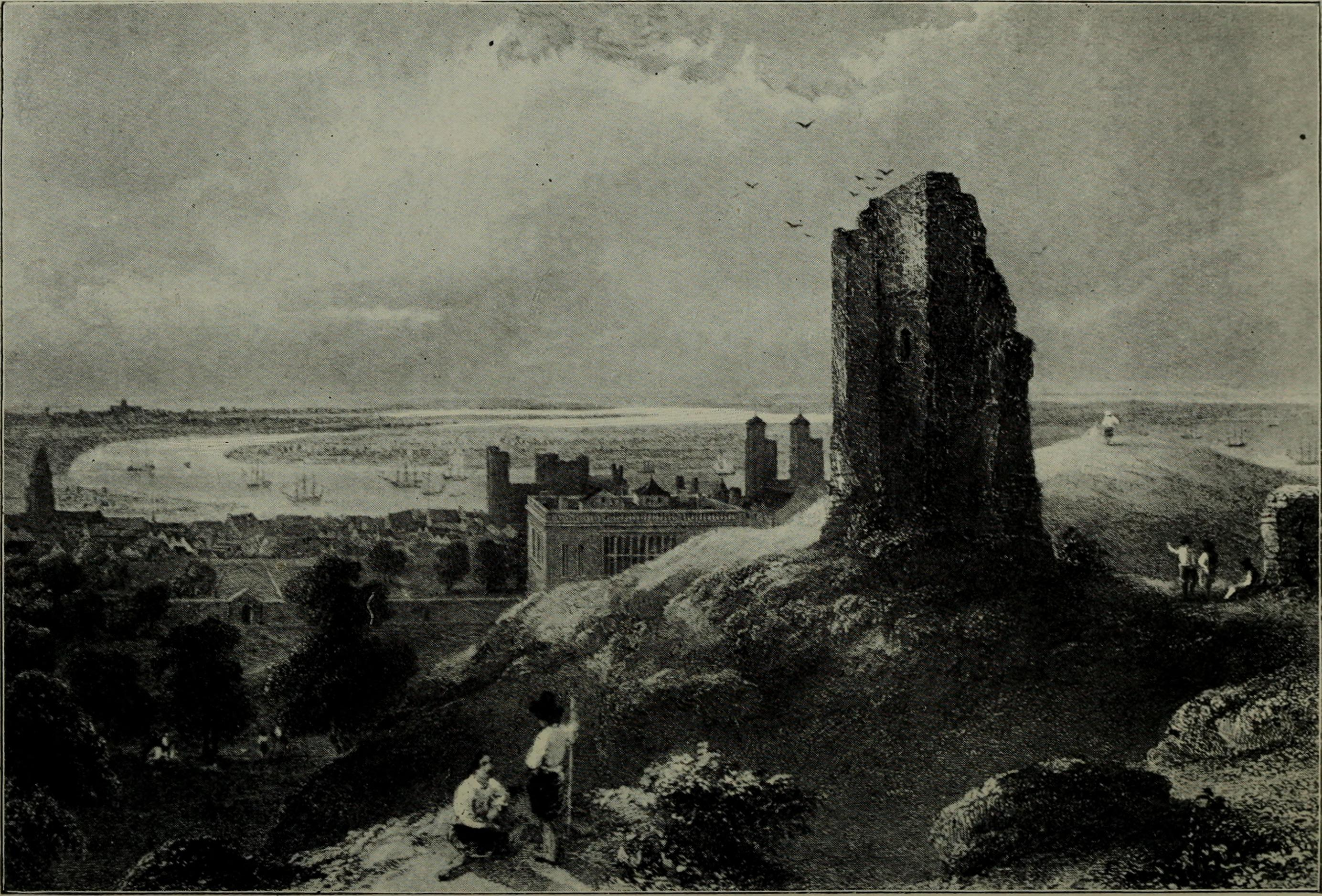
Uma reconstrução imaginativa de 1902 das ruínas do Castelo de Greenwich, naquela época há muito demolido

O Castelo de Greenwich era um pavilhão de caça usado durante o reinado de Henrique VIII, localizado no Greenwich Park, em Greenwich, Inglaterra. O Observatório Real de Greenwich atualmente se encontra no local. O Castelo de Greenwich era aparentemente um local favorito de Henrique VIII para abrigar suas amantes, pois ficava a uma curta distância do Palácio de Greenwich, no sopé da colina.
O castelo era anteriormente conhecido como Torre do Duque Humphrey, em homenagem ao seu construtor, Humberto de Lencastre, Duque de Gloucester, irmão mais novo do Rei Henrique V.